# Alison Doody
Alison Doody (Dublin, 1966. november 11. –) ír színésznő és modell. Az 1985-ös James Bond-filmben, a Halálvágtában Jenny Flex szerepét játszotta. 1989-ben Dr. Elsa Schneidert, a nácikkal szimpatizáló régésznőt alakította az Indiana Jones és az utolsó kereszteslovag című kalandfilmben.

## Élete
Szülei: Patrick Doody, Joan Doody. Házastársa Gavin O’Reilly (1994–2006). Gyermekei: Alanna O’Reilly (1996) és Lauren O’Reilly (1999).

## Filmográfia
- Beaver Falls – Pam (2011–2012)
- Dublini doktorok – Lucille / Mary Houghton (2009)[1]
- Kísért a múlt – Katherine Keane (2007)
- Salamon király kincse – Elizabeth Maitland (2004)
- A nagy csapat 2. – Rebecca Flannery (1994)
- Temptation – Lee Reddick (1994)
- Modern muskétások – Ann-Marie Athos (1992)
- Duel of Hearts – Lady Caroline Faye (1991)
- Indiana Jones és az utolsó kereszteslovag – Dr. Elsa Schneider (1989)
- Taffin - Piszkos munka – Charlotte (1988)
- Ima egy haldoklóért – Siobhan Donovan (1987)
- Halálvágta – Jenny Flex (1985)